# 로맹 뒤리스
로맹 뒤리스(Romain Duris, 1974년 5월 28일 ~ )는 프랑스의 배우이다.

## 출연 작품
- 스페니쉬 아파트먼트
- 프렌치 아메리칸
- 아르센 루팡
- 내 심장이 건너뛴 박동
- 사랑을 부르는, 파리
- 빅 픽처
- 라푼젤
- 사랑은 타이핑 중!
- 무드 인디고
- 나의 사적인 여자친구
- 올 더 머니 - 친콴타 역
- 마담 하이도(프랑스어판)
- 인 더 더스트
- 블랙 타이드(프랑스어판)
- 우리의 투쟁(프랑스어판)
- 더 그레이트 다큰드 데이즈
- 에펠 - 구스타브 에펠 역
- 더 쓰리 머스커티어스: 달타냥 - 아라미스 역
- 애니멀 킹덤 - 프랑수아 역